# Station Plesná
Station Plesná is een spoorwegstation in de Tsjechische gemeente Plesná. Het station ligt aan spoorlijn 147 in de okres Cheb. Tussen Vojtanov en Plesná loopt de spoorlijn gedeeltelijk door Duitsland, na station Plesná gaat lijn 147 wederom over de grens. Als een spoorlijn van de Deutsche Bahn gaat de lijn dan verder naar Bad Brambach. Het station wordt beheerd door de nationale spoorwegonderneming České dráhy in samenwerking met de Staatsorganisatie voor spoorweginfrastructuur (SŽDC).
Františkovy Lázně ↔ Františkovy Lázně-Seníky ↔ Vojtanov ↔ Plesná